# Liste der Wappen im Bezirk Mistelbach
Diese Liste beinhaltet – geordnet nach der Verwaltungsgliederung – alle in der Wikipedia gelisteten Wappen des Bezirks Mistelbach (Niederösterreich). In dieser Liste werden die Wappen mit dem Gemeindelink angezeigt. Die Fußnoten verweisen auf die Blasonierung des entsprechenden Wappens.

## Bezirk Mistelbach

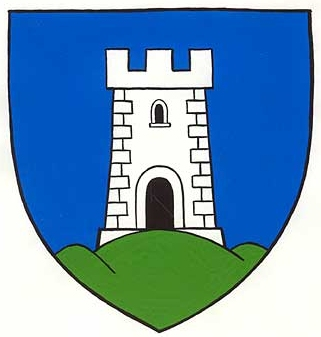
Altlichtenwarth
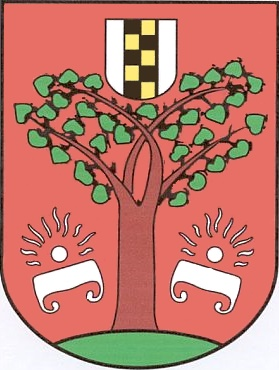
Asparn an der Zaya
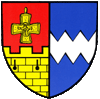
Bernhardsthal
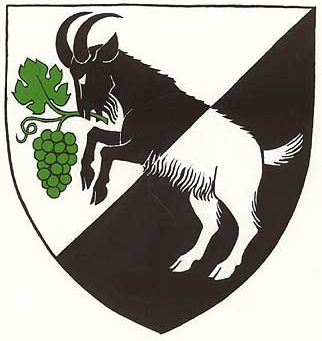
Bockfließ
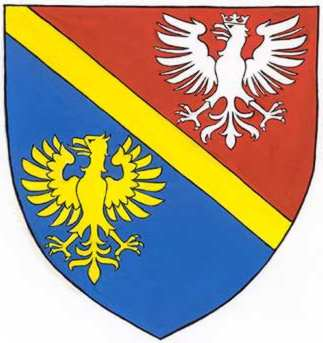
Drasenhofen
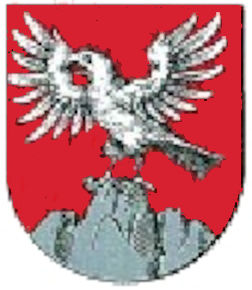
Falkenstein
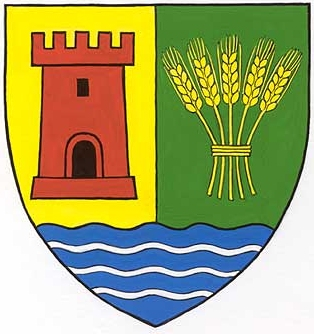
Fallbach
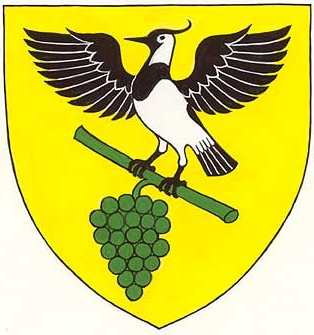
Gaubitsch
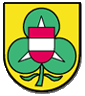
Gaweinstal
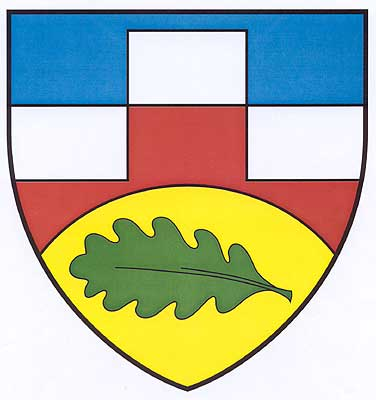
Gnadendorf
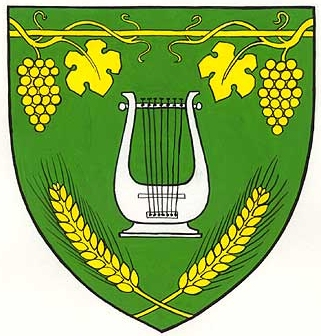
Groß-Engersdorf
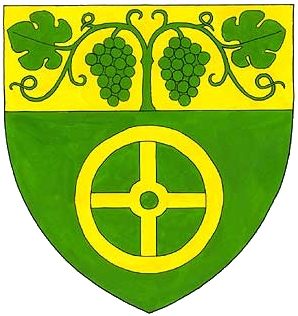
Großebersdorf
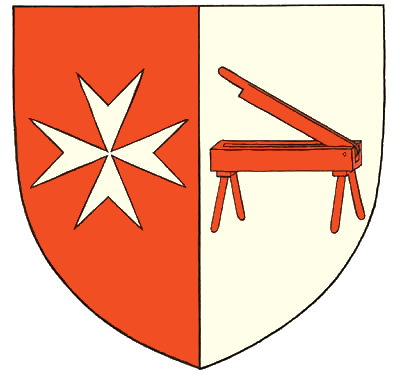
Großharras
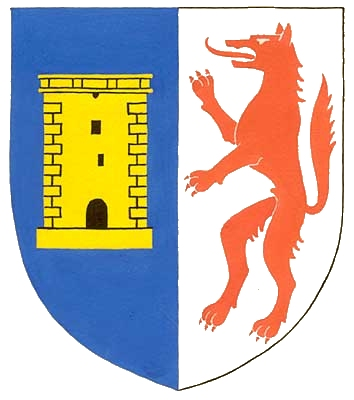
Großkrut
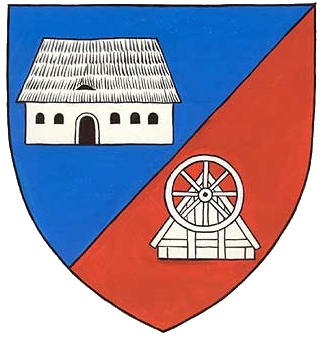
Hausbrunn
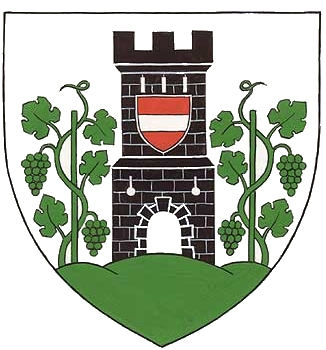
Herrnbaumgarten
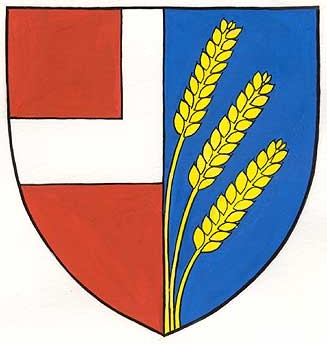
Hochleithen
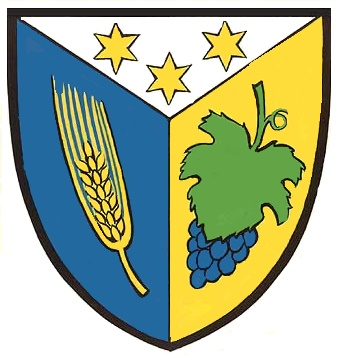
Kreuttal
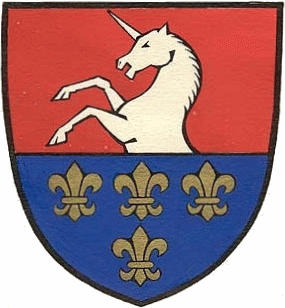
Kreuzstetten
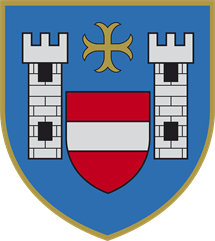
Laa an der Thaya
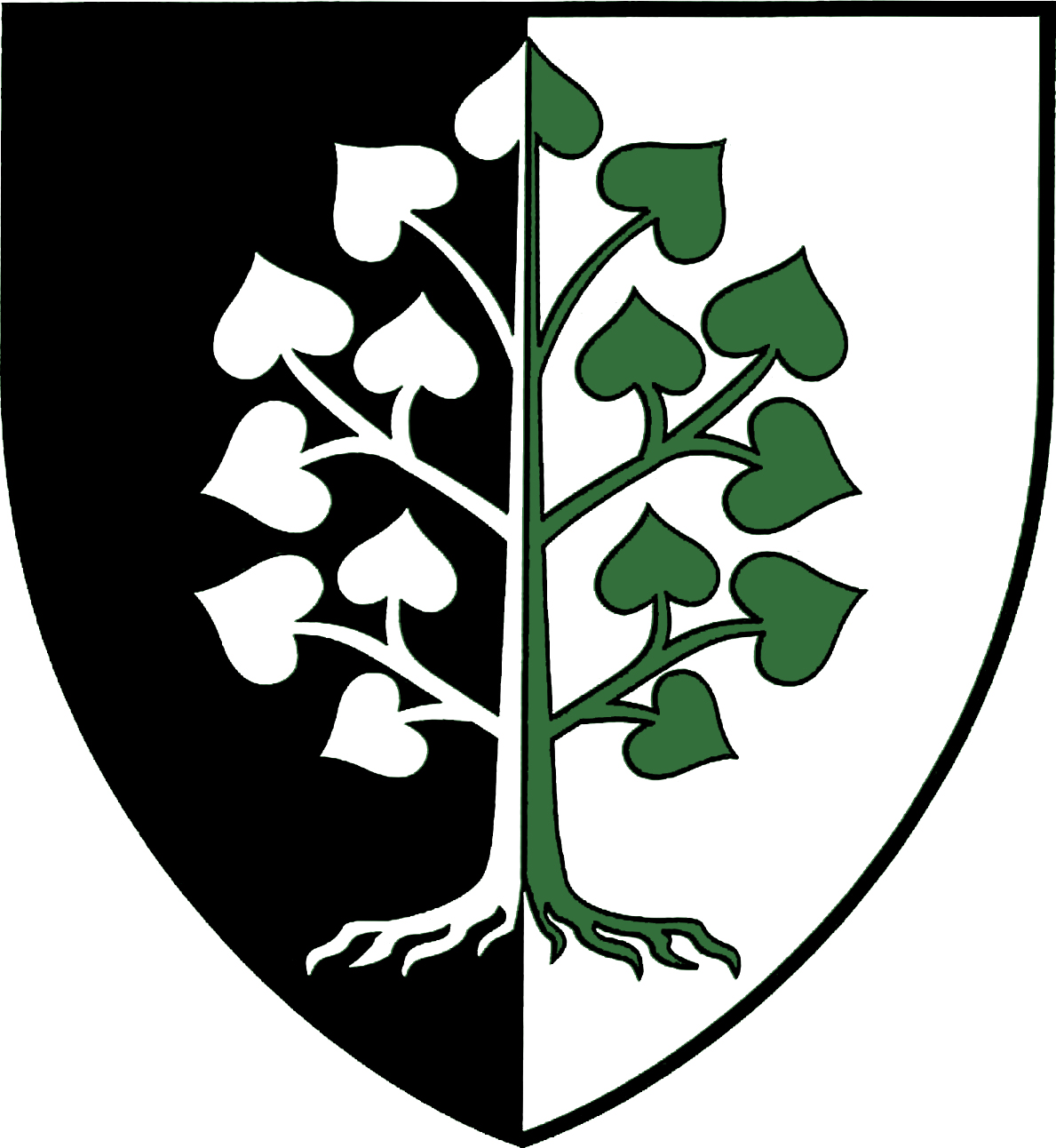
Ladendorf
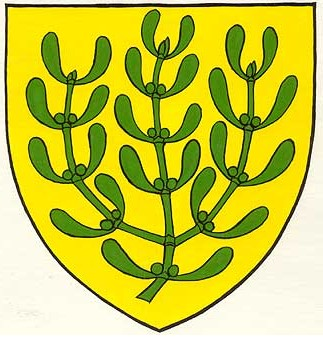
Mistelbach an der Zaya
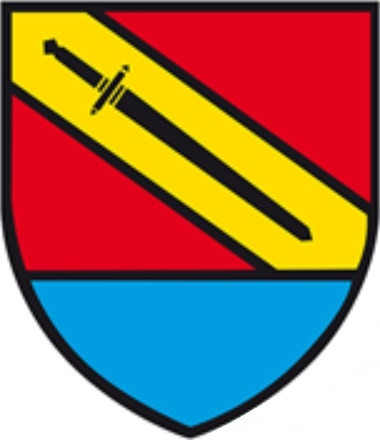
Neudorf im Weinviertel
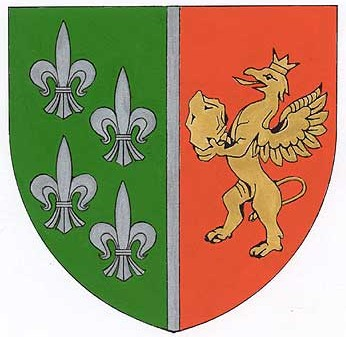
Niederleis
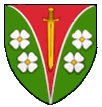
Ottenthal
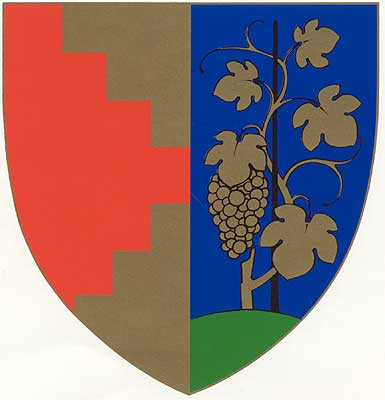
Pillichsdorf
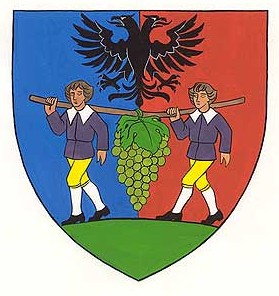
Poysdorf
Rabensburg[28]
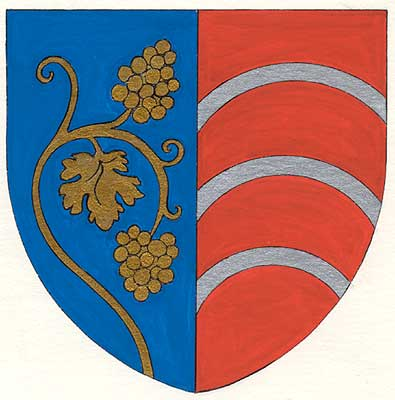
Schrattenberg
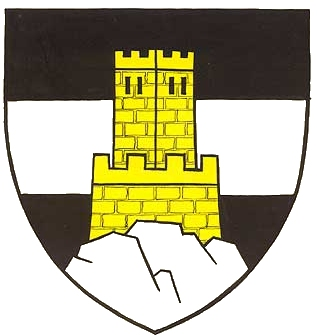
Staatz
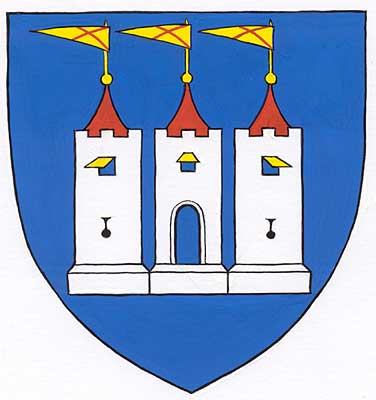
Stronsdorf
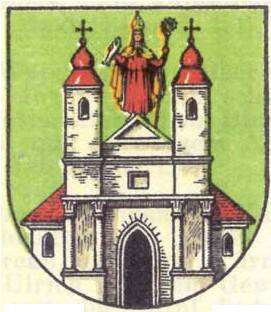
Ulrichskirchen-Schleinbach
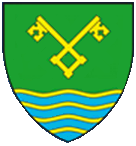
Unterstinkenbrunn
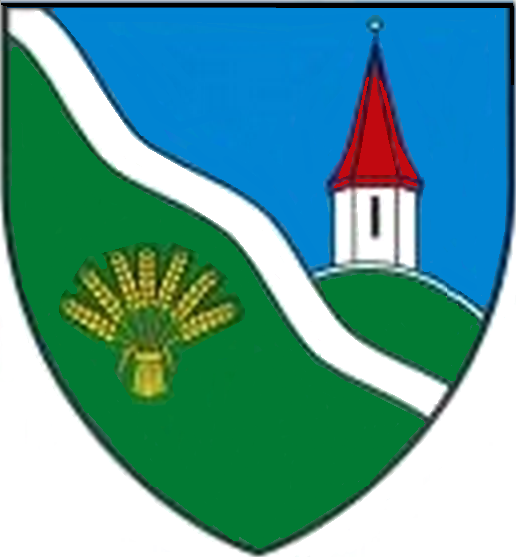
Wildendürnbach
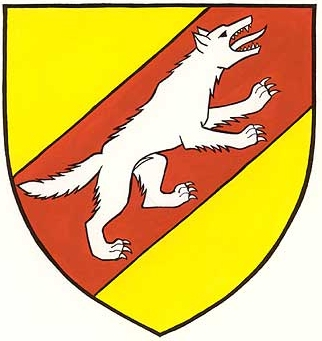
Wilfersdorf
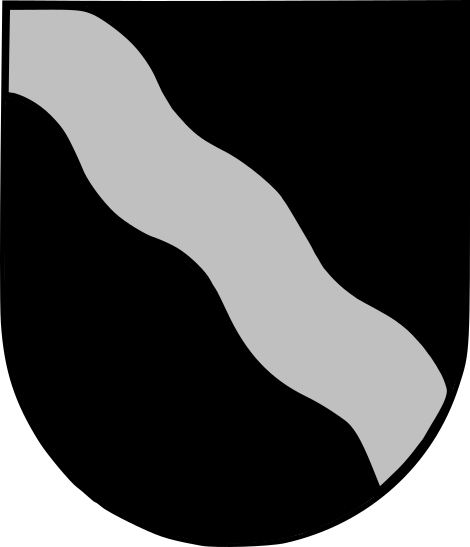
Wolkersdorf im Weinviertel

## Blasonierungen
1. ↑  Altlichtenwarth: In Blau auf einem grünen Dreiberg ein zinnenbekrönter gemauerter silberner Wachtturm mit schwarzem Tor und darüberliegendem schwarzem Fenster.
2. ↑  Asparn an der Zaya: In Rot auf bogigem grünem Grund ein braunstämmiger Espenbaum mit vier ausgebreiteten, gebogenen, die beiden inneren sich kreuzenden Ästen und grünen Blättern, der Stamm beseitet von je einem nach außen schräggestellten goldenen, mit silbernem, von zehn silbernen Flammen umgebenen Feuerstein belegten Feuereisen, über der Baumkrone ein Schildchen, darin in Silber ein von schwarz und gold zweireihig geschachteter Pfahl von 10 Plätzen.
3. ↑  Bernhardsthal: Gespalten von Rot und Blau, vorne eine aus dem Schildfuß wachsende gezinnte, goldenen Mauer mit zwei schwarzen Schießscharten, darüber ein schwebendes goldenes Tatzenkreuz, hinten ein silberner Zickzackbalken.
4. ↑  Bockfließ: Schräglinks geteilt von Silber und Schwarz, darin ein steigender Geißbock in verwechselten Farben, in seinem Maul eine grüne Weinranke mit Traube und Blatt.
5. ↑  Drasenhofen: Durch einen goldenen Schrägbalken geteilt von Rot und Blau, oben ein gekrönter silberner Adler, unten ein goldener Adler.
6. ↑  Falkenstein: In Rot ein auf einem aus dem Schildfuß wachsenden dreigipfligen silbernen Felsen stehender Falke in natürlichen Farben mit ausgebreiteten Schwingen.
7. ↑  Fallbach: Über blauem Wellenschildfuß, darin drei silberne Wellenleisten, gespalten von Gold und Grün, vorne ein konischer roter Turm mit fünf Zinnen, geöffnetem schwarzem Rundbogentor und schwarzem Fenster, hinten fünf gebundene goldene Ähren.
8. ↑  Gaubitsch: In Gold ein auf einem schräggestellten grünen Zweig, daran eine grüne Weintraube hängend, ein Kiebitz in natürlichen Farben mit ausgebreiteten Schwingen.
9. ↑  Gaweinstal: In Gold ein gestieltes grünes Kleeblatt mit weißem Butzen, belegt mit einem Schildchen, darin in Rot ein weißer Balken.
10. ↑  Gnadendorf: Über einem goldenen Einberg, darin ein grünes liegendes Eichenblatt, von Blau und Rot durch drei silberne, eins zu zwei gestellte Quadersteine, erhöht geteilt.
11. ↑  Groß-Engersdorf: In Grün eine siebensaitige silberne Lyra über zwei aus dem Schildfuß wachsenden gekreuzten goldenen Ähren, darüber an einem goldenen Faden zwei symmetrisch angeordnete Weinranken mit außen liegender Weintraube und innenliegendem Blatt.
12. ↑  Großebersdorf: Unter goldenem Schildhaupt, darin eine aus der Teilung wachsende, symmetrische, zwei Trauben und zwei Blätter tragende grüne Weinranke, in Grün ein vierspeichiges goldenes Rad.
13. ↑  Großharras: Gespalten von Rot und Silber, vorne ein silbernes Johanniterkreuz, hinten eine rote Flachsbrechel.
14. ↑  Großkrut: Gespalten von Blau und Silber, vorne ein goldener Wehrturm mit schwarzer Tür und schwarzen Fenstern, hinten ein steigender roter Wolf.
15. ↑  Hausbrunn: Schräglinks geteilt von Blau und Rot, oben ein silbernes strohgedecktes Haus mit schwarzer Tür zwischen dem zweiten und dritten von fünf schwarzen Fenstern, unten ein silberner gedeckter Brunnen mit Schöpfrad.
16. ↑  Herrnbaumgarten: In Silber auf grünem Dreiberg ein zinnenbekrönter, gemauerter schwarzer Turm mit offenem Tor, belegt mit einem rot-silber-roten Bindenschild, beseitet mit je einem belaubten grünen Weinstock mit zwei Trauben.
17. ↑  Hochleithen: Gespaltenen von Rot und Blau, vorne eine halbe silberne Krucke am Spalt, hinten drei linear gestellte, aus dem Schildfuß wachsende und links geneigte goldene Ähren.
18. ↑  Kreuttal: Unter einer im Schildhaupt eingeschobenen gestürzten silbernen Spitze, darin drei sechsstrahlige goldene Sterne, zwei zu eins gestellt, gespalten von Blau und Gold, vorne eine geneigte goldenen Ähre, hinten eine blaue Weintraube mit grünem Blatt und Ranke.
19. ↑  Kreuzstetten: Von Rot und Blau geteilt, oben ein wachsendes silbernes Einhorn, unten vier goldene Lilien, drei zu eins gestellt.
20. ↑  Laa an der Thaya: In Blau zwei gezinnte und gequaderte silberne Türme, dazwischen ein von einem goldenen Ankerkreuz überhöhter erniedrigter rot-silber-roter Bindenschild.
21. ↑  Ladendorf: „Von Schwarz und Weiß gespalten, mit einer ausgerissenen, von Weiß und Grün gespaltenen Linde mit fünf Ästen, auf denen je drei gestielte Blätter stehen, belegt.“
22. ↑  Mistelbach an der Zaya: In Gold ein grüner Mistelzweig mit zwei Seitenästen.
23. ↑  Neudorf im Weinviertel: Über blauem Schildfuß in Rot ein goldener Schrägbalken, belegt mit einem gestürzten schwarzen Marktrichterschwert.
24. ↑  Niederleis: Durch eine silberne Leiste gespalten von Grün und Rot, vorne  vier silberne heraldische Lilien, zwei und zwei schräg gestellt, hinten ein steigender bekrönter goldener Greif, einen goldenen Stein in den Pranken haltend.
25. ↑  Ottenthal: In Grün zwischen vier, zwei zu zwei schräggestellte Blüten mit vier schräggestellten weißen Blütenblättern und goldenem Butzen (Tatarischer Meerkohl) eine gestürzte, eingeschweifte weißgesäumte rote Spitze, darin ein gestürztes goldenes Schwert – Bild (Memento des Originals vom 24. Dezember 2015 im Internet Archive)  Info: Der Archivlink wurde automatisch eingesetzt und noch nicht geprüft. Bitte prüfe Original- und Archivlink gemäß Anleitung und entferne dann diesen Hinweis..
26. ↑  Pillichsdorf: Gespalten von Gold und Blau, vorne ein vom Schildrand zum Spalt durchgehender liegender vierstufiger roter Giebel, hinten auf halbem grünem Zweiberg ein goldener Weinstock mit Weintraube und fünf nach oben kleiner dargestellten Blättern.
27. ↑  Poysdorf: Gespalten von Blau und Rot über grünem Bogenschildfuß, darauf zwei mit veilchenblauen Leibröcken, weißen Krägen, kurzen gelben Beinkleidern, weißen Strümpfen und schwarzen Schuhen bekleidete schreitende Knaben, an einer auf ihre rechten Schultern gelegte Holzstange eine große grüne Weintraube mit Blatt tragend, darüber auf dem Spalt ein schwarzer Doppeladler.
28. ↑  Rabensburg: Über einer aus dem Schildfuß wachsenden fünffach bezinnten roten Mauer mit drei schwarzen Schießscharten, in Gold drei nach links fliegende schwarze Raben, eins zu zwei gestellt.
29. ↑  Schrattenberg: Gespalten von Blau und Rot, vorn eine aus dem unteren Seitenrand wachsende, ein goldenes Blatt zwischen zwei goldenen Trauben tragende Weinranke, hinten drei durchgehende silberne übereinanderstehenden Bögen.
30. ↑  Staatz: In Schwarz ein silberner Balken, belegt mit einem auf, aus dem Schildfuß wachsenden, silbernem Felsen, von einer goldenen Mauer umgebenen, über Eck gestellten, zinnenbekrönten goldenen Wehrturm mit zwei schwarzen Scharten je Seite.
31. ↑  Stronsdorf: In Blau balkenweise drei gesockelte, zinnenbewehrte silberne Türme mit roten Spitzdächern und goldenen Turmkugeln, besteckt mit je einem goldenen, mit einem roten Andreaskreuz belegten Fähnchen, der mittlere mit geöffnetem Rundbogentor, die beiden äußeren mit je einer Schlüsselscharte, darüber je ein rechteckiges Fenster mit ausgestelltem goldenem Fensterladen, jeweils rechts, zentral und links ausgerichtet.
32. ↑  Ulrichskirchen-Schleinbach: In Grün eine zweitürmige rotbedachte silberne Kirche in Frontansicht, die Turmdächer mit bekreuzten Turmkugeln besteckt, mit schwarzem Portal, darüber auf dem Langhausgiebel der heilige Ulrich in rotem Gewand, goldenem Umhang und goldener Mitra, in der Linken einen goldenen Bischofsstab, in der Rechten einen silbernen Fisch haltend.
33. ↑  Wildendürnbach: Von einem flachen silbernen Wellenbalken schrägrechts geteilt, vorne in Grün eine goldene Korngarbe aus sieben Ähren, hinten in Blau auf einem grünen, silbern gesäumten Berg ein silberner sechseckiger Turm mit einem schmalen Fenster und einem roten Spitzdach mit goldenem Knauf.
34. ↑  Wilfersdorf: In Gold ein roter Schräglinksbalken, belegt mit einem schreitenden silbernen Wolf.
35. ↑  Wolkersdorf im Weinviertel: Ein schwarzes Schild durchzieht von links oben nach rechts unten ein silbernes (weißes) Wellenband. Es stellt dunkle von einem (silbernen) Bach durchflossene Wälder (Schwarzwälder) dar.